# ヘンヨウボク
ヘンヨウボク（変葉木、学名:Codiaeum variegatum）またはクロトンノキは、トウダイグサ科クロトンノキ属に属する植物である。ジャワ島、マレーシア、オーストラリアなどで原産している常緑植物である。一般的には英名からクロトンの名称で呼ばれているが、ハズ属（英語: Croton）には属していない。これは、リンネにより Croton variegatus として記載されたのち、1824年にアドリアン＝アンリ・ド・ジュシューが新設したクロトンノキ属に編入したものの、「クロトン」の名称が定着したためである。

## 特徴
茎が直立することで高さが1 - 2 m程になる常緑低木である。枝は無毛であり、葉の傷跡が顕著に残る。
つやのある厚い革質の葉が互生している。葉柄の大きさは0.2 - 2.5 cmであり、葉の形は楕円形から線形のもの、ほこ形や卵形のもの、波状の縁を持つもの、螺旋形にねじれているもの、中央部が主脈だけになり先端部に葉身ができる「飛び葉」形のものなど多岐にわたる。葉の模様は、白、黄色、赤、薄紫、褐色、桃色、橙色などの色で構成された線や斑点によって作られており、この模様の豊富さがヘンヨウボクの名前の由来となった。

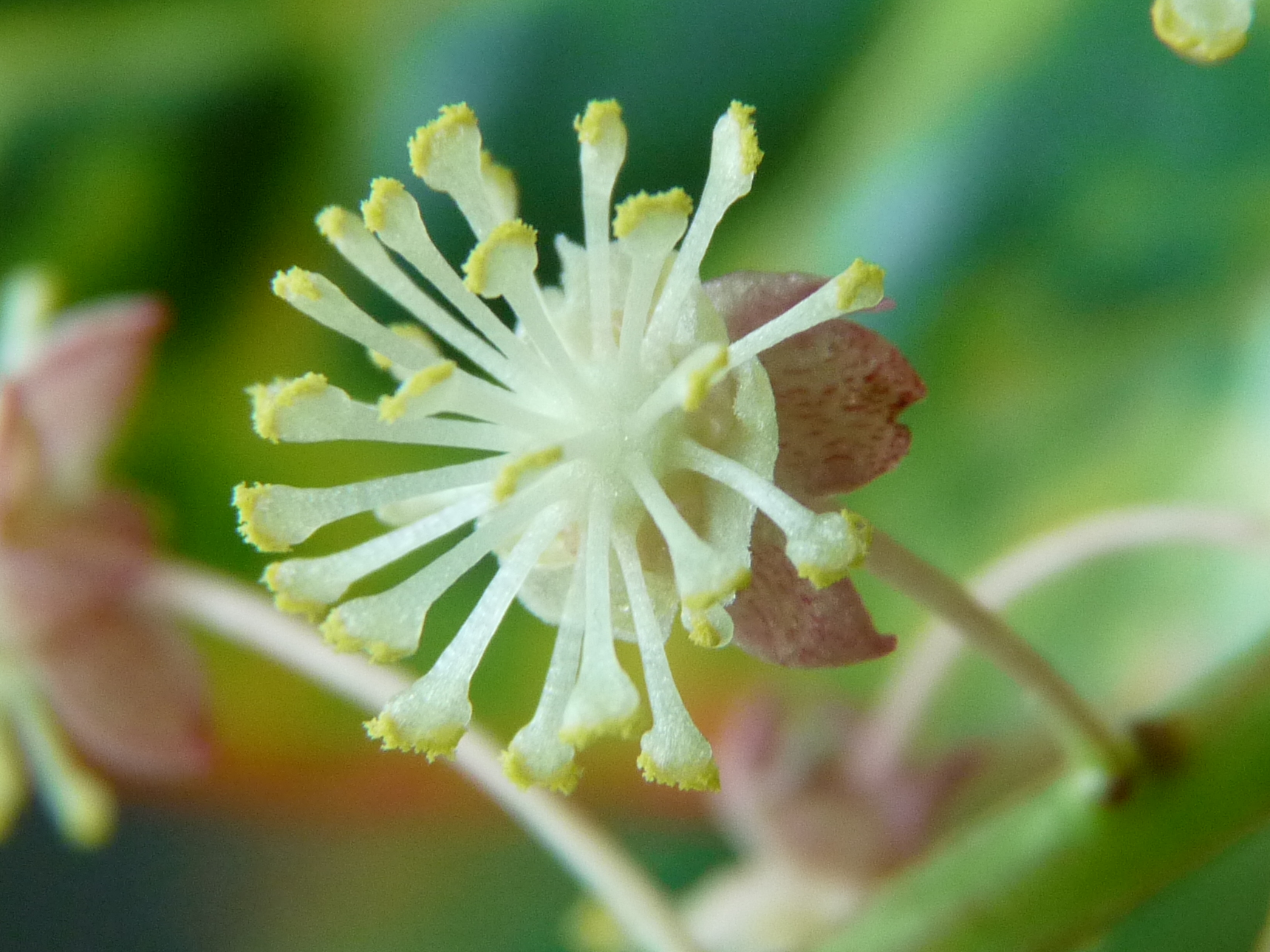
雄花

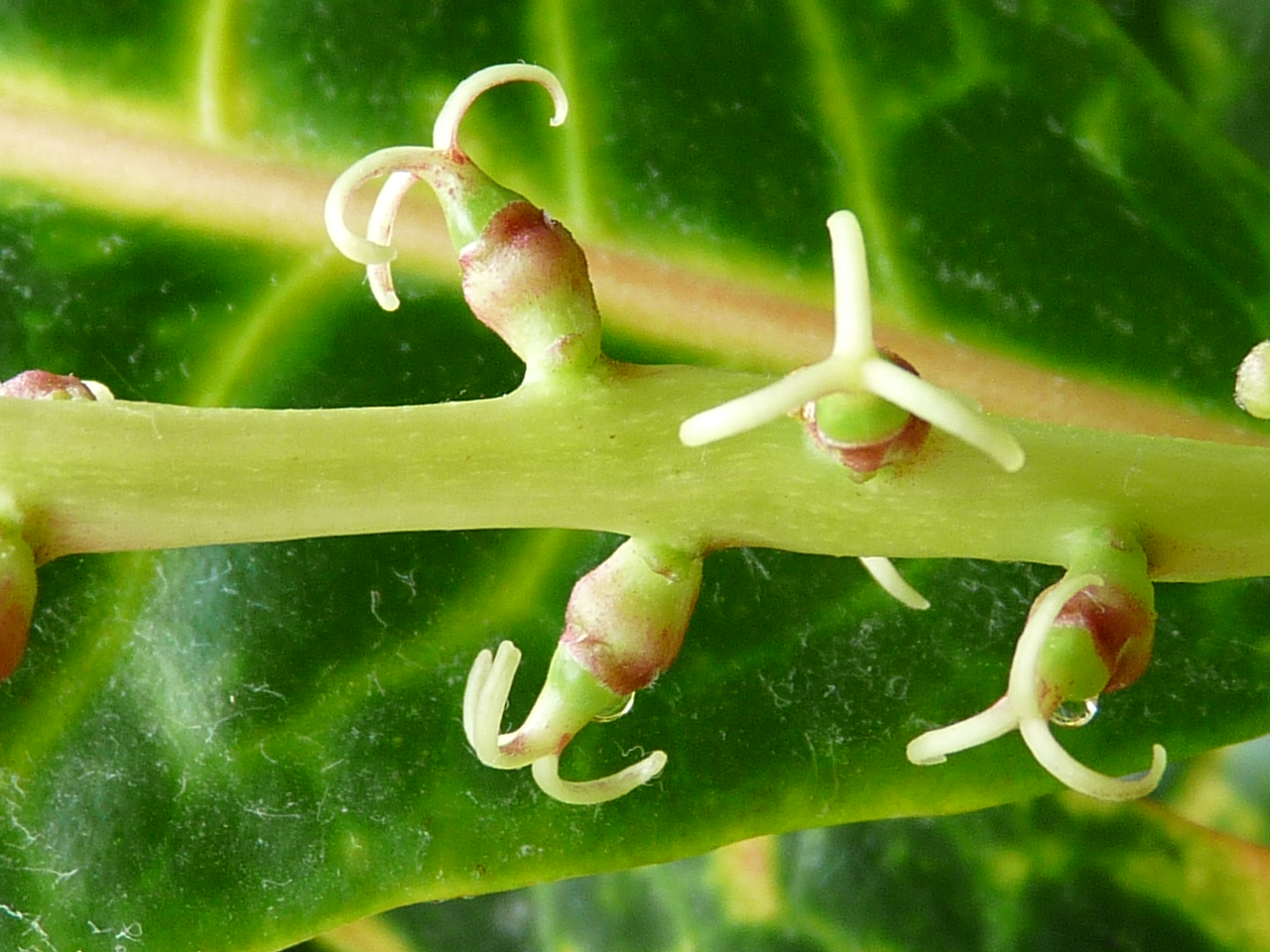
雌花

雄花は白色であり、繊細な小花柄やがく片よりも小さい5枚の花弁、20 - 30本の雄蕊を持つ。雌花は黄色がかった白色であり、雄花と比べてやや大きい小花柄ややや三角形に近い卵型のがく片を持ち、全体的に丸みを帯びた形状の花である。
蒴果は球形に近い形をしつつ、やや平らで無毛であり、直径は約9 mmである。種子の直径は約6 mmである。

## 栽培
熱帯では生垣などとして広範囲で栽培されているが、越冬温度として15 ℃ほどが必要であるように、高温と強力な光が必要なため、日本では植木鉢に植え、温室で栽培する方法が一般的である。

## 利用
主に生垣や室内装飾といった観葉植物として利用されている他、葉は溢血を分散するための治療薬や抗炎症薬として利用される。

## 毒性
他のトウダイグサ科の植物同様、樹液によって皮膚炎を発症する可能性がある。また、樹皮や根、葉などには5-デオキシインゲノール（5-deoxyingenol）という毒素を持つ。この他、ヘンヨウボクの内部には強力な下剤のような成分を含み、発がん性があると疑われている油が含まれており、種子を食した場合、子どもに致命的な影響を及ぼす可能性がある。